# Saltos ornamentais no Campeonato Mundial de Esportes Aquáticos de 2017 - Trampolim 3 m sincronizado misto
A prova de trampolim 3 m sincronizado misto dos saltos ornamentais no Campeonato Mundial de Esportes Aquáticos de 2017 foi realizada no dia 22 de julho, em Budapeste, Hungria.

## Medalhistas
| Ouro                        | Prata                                | Bronze                                         |
| China · Wang Han · Li Zheng | Reino Unido · Grace Reid · Tom Daley | Canadá · Jennifer Abel · François Imbeau-Dulac |

## Resultados
A final foi realizado no dia 22 de julho às 14:00. 
| Pos.              | Nacionalidade  | Saltadores                           |        |
| Pos.              | Nacionalidade  | Saltadores                           | Pontos |
| ----------------- | -------------- | ------------------------------------ | ------ |
| Medalha de ouro   | China          | Wang Han Li Zheng                    | 323.70 |
| Medalha de prata  | Reino Unido    | Grace Reid Tom Daley                 | 308.04 |
| Medalha de bronze | Canadá         | Jennifer Abel François Imbeau-Dulac  | 297.72 |
| 4                 | Alemanha       | Tina Punzel Lou Massenberg           | 287.76 |
| 5                 | Austrália      | Esther Qin Matthew Carter            | 282.00 |
| 6                 | Colômbia       | Diana Pineda Sebastián Villa         | 277.83 |
| 7                 | Itália         | Elena Bertocchi Maicol Verzotto      | 277.35 |
| 8                 | Suíça          | Michelle Heimberg Jonathan Suckow    | 273.00 |
| 9                 | Rússia         | Maria Polyakova Ilia Molchanov       | 270.63 |
| 10                | Ucrânia        | Viktoriya Kesar Stanislav Oliferchyk | 270.06 |
| 10                | Estados Unidos | Lauren Reedy Briadam Herrera         | 270.06 |
| 12                | Nova Zelândia  | Elizabeth Cui Liam Stone             | 255.90 |
| 13                | México         | Arantxa Chávez Julian Sánchez        | 223.80 |
| 14                | Brasil         | Tammy Takagi Ian Matos               | 184.74 |

Legenda
| Recorde mundial       | Recorde mundial (World record)               |                       | Recorde africano                      | Recorde africano (African) |                                           | Q | Classificado por posição (Qualified) |
| Recorde do campeonato | Recorde do campeonato (Championship record)  | Recorde da América    | Recorde da América (Americas)         | q                          | Classificado por melhor tempo (Qualified) |   |                                      |
| Melhor marca do ano   | Melhor marca do ano (World leading)          | Recorde asiático      | Recorde asiático (Asian)              | DNS                        | Não largou (Did not start)                |   |                                      |
| Recorde nacional      | Recorde nacional (National record)           | Recorde europeu       | Recorde europeu (European)            | DNF                        | Não terminou (Did not finish)             |   |                                      |
| Recorde pessoal       | Recorde pessoal do atleta (Personal best)    | Recorde da Oceania    | Recorde da Oceania (Oceania)          | DSQ / DQ                   | Desclassificado (Disqualified)            |   |                                      |
| Recorde da temporada  | Recorde da temporada do atleta (Season best) | Recorde sul-americano | Recorde sul-americano (South America) | NM                         | Sem marca (No mark)                       |   |                                      |